# ميرسيدس رويل
ميرسيدس رويل (بالإنجليزية: Mercedes Ruehl)‏ هي ممثلة أفلام وتلفزيون ومسرح أمريكية ولدت في يوم 28 فبراير 1948 في مدينة كوينز في نيويورك في الولايات المتحدة، حازت على جائزة الأوسكار لأفضل ممثلة مساعدة عن دورها في فيلم الملك الصياد في سنة 1992، وفازت بجائزة توني عن دورها في مسرحية Lost in Yonkers في سنة 1991.

## روابط خارجية
- ميرسيدس رويل على موقع IMDb (الإنجليزية)
- ميرسيدس رويل على موقع الموسوعة البريطانية (الإنجليزية)
- ميرسيدس رويل على موقع روتن توميتوز (الإنجليزية)
- ميرسيدس رويل على موقع ألو سيني (الفرنسية)
- ميرسيدس رويل على موقع تيرنر كلاسيك موفيز (الإنجليزية)
- ميرسيدس رويل على موقع أول موفي (الإنجليزية)
- ميرسيدس رويل على موقع قاعدة بيانات برودواي على الإنترنت (الإنجليزية)
- ميرسيدس رويل على موقع قاعدة بيانات الأفلام السويدية (السويدية)
- ميرسيدس رويل على موقع إن إن دي بي (الإنجليزية)
- ميرسيدس رويل على موقع قاعدة بيانات الفيلم (الإنجليزية)